# Ściana Olzy
Ściana Olzy – wychodnie fliszu karpackiego w przełomowym odcinku doliny Wisłoka w 
Rudawce Rymanowskiej. Jest to największa w polskich Karpatach odkrywka łupków menilitowych. Obszar ten od 2022 chroniony jest w ramach rezerwatu przyrody Olzy.

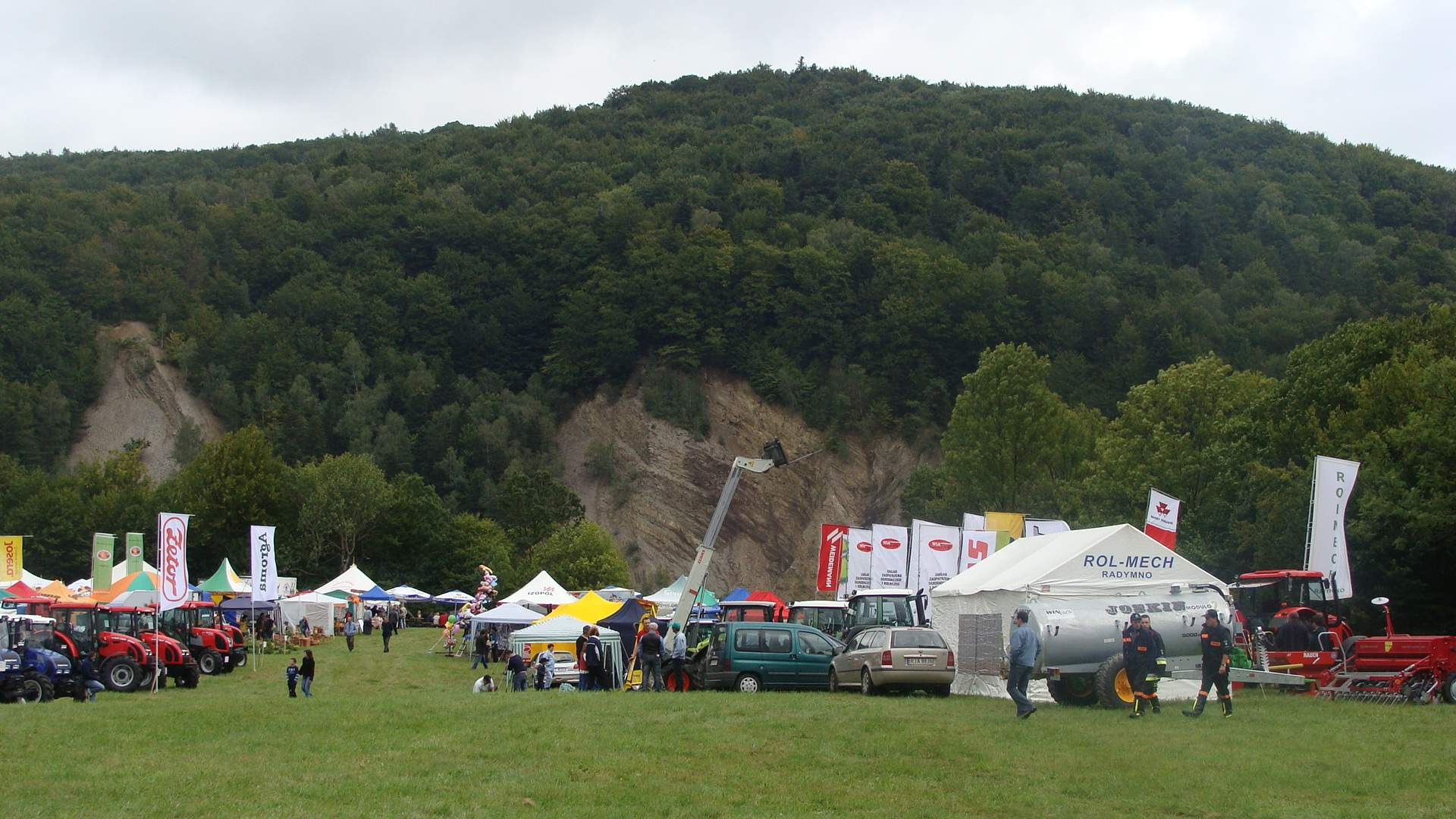
Targi Rolnicze w Rudawce Rymanowskiej pod Olzą

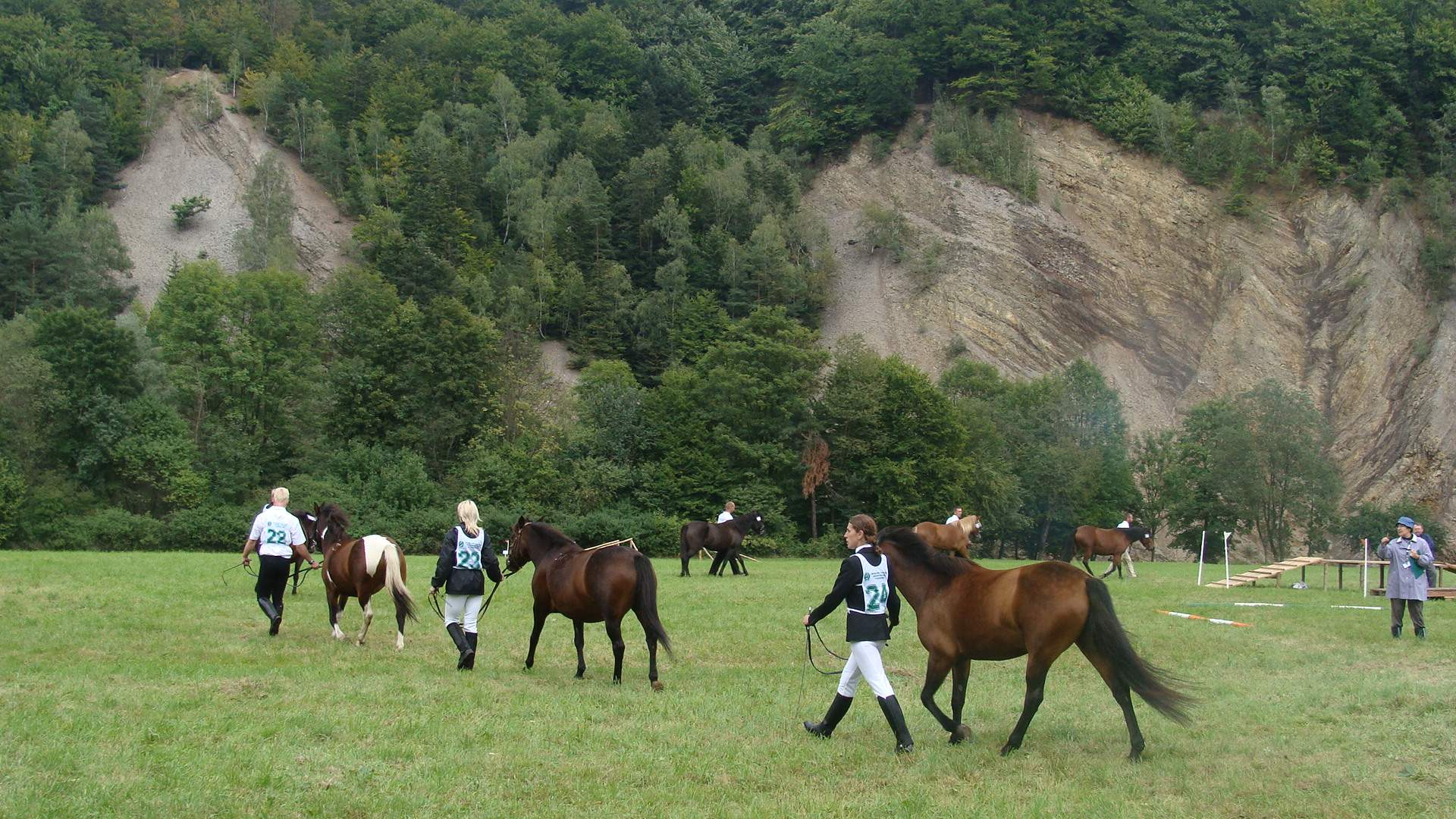
Championat Konia Huculskiego nad Wisłokiem u podnóża Olzy